# Девід Дебідін
Девід Дебідін (нар. 9 грудня 1955) — телеведучий, прозаїк, поет і науковець гаянського походження. Раніше він був послом Гаяни при ЮНЕСКО (Організація ООН з питань освіти, науки та культури) з 1997 до 2010 рік і наймолодшим членом Виконавчої ради ЮНЕСКО (1993—1997), обраний Генеральною радою всіх держав-членів ЮНЕСКО. Він був надзвичайним і повноважним послом Гаяни у Китаї з 2010 до 2015 рік. В історії Гаяни він є одним із дипломатів, які найдовше виконував свої обов'язки, більша частина його роботи була на добровільних засадах.

## Молодість й освіта
Дебідін народився в Бербісі, Гаяна, його ім'я зареєстровано у реєстрі народжень Нью-Амстердама як Девід Горас Кларенс Гарілал Сукрам. Його індо-гаянська родина походить від східно-індійських робітників, яких привезли до Гаяни між 1838 і 1917 роками. Його батьки розлучилися, коли він був юним, і він ріс разом зі своєю матір'ю, Веронікою Дебідін, бабусею і дідусем по материнській лінії. У віці 10 років він отримав стипендію у Королівському коледжі Джорджтауна. У 13 років він переїхав до Лондона, Англія, щоб повернутися до свого батька, вчителя, який став адвокатом, Девіда Гарілала Сукрама, який емігрував до Великої Британії.
У віці 18 років він вступив у Селвин-коледж Кембриджського університету, Велика Британія, щоб вивчати англійську мовою, і закінчив його зі ступенем бакалавра мистецтв з відзнакою та англійською премією з творчого письма (вперше премія сера Артура Квіллера Коуча була вручена у 1978 році). Потім він здобув ступінь доктора філософії з літератури та мистецтва XVIII століття в Університетському коледжі Лондона у 1982 році та отримав стипендію резидента у Центрі британського мистецтва Єльського університету, а потім дослідницьку стипендію у Вольфсон-колледжі Оксфордського університету.

## Кар'єра
Між 1982 і 1984 роками Дебідін працював представником громадської освіти у Вулвергемптоні, політичній території Еноха Пауелла. Згодом він перейшов до Центру карибських досліджень Університету Ворика у Ковентрі, де з роками пройшов шлях від лектора до директора. Він був президентом Асоціації викладання карибської, африканської та азійської літератури між 1985 і 1987 роками.
У 1993 році держави-члени ЮНЕСКО обрали його до її Виконавчої ради, а з 1997 до 2010 рік — послом ЮНЕСКО.
У 2010 році Дабідіна призначили послом Гаяни у Китаї, обіймаючи цю посаду до зміни уряду у Гаяні на виборах 11 травня 2015 року. Одним із його головних досягнень у сфері освіти — заснування та фінансування Інституту Конфуція в Університеті Гаяни урядом Китаю.
Він був науковим співробітником в Офісі віцеканцлера та президента Університету Ворика (2016—2019), з 1984 по 2010 рік директором Центру карибських досліджень і професором постколоніальної літератури, викладаючи для студентів й аспірантів історію та культуру темношкірої Британії, літературу рабства, карибську літературу, літературу письменників-іммігрантів у Великій Британії. Він відіграв важливу роль у зборі коштів для перейменування Центру на Центр карибських досліджень Єсу Персо та забезпечення його постійного функціонування в університеті.
У 2020 році він заснував у Лондоні Інститут ім. Аміни Гафур з вивчення договірних відносин та спадщини, і зараз є його директором. Його почесними покровителями є професор Ума Местрі (правнучка Магатми Ґанді), доктор Патрисія Родні, Лорд Парех і професор Девід Олусога.

## Книги
Дебідін є автором семи романів, трьох поетичних збірок, публіцистичних і критичних творів як редактор й автор. Його перша книга «Slave Song» (1984), збірка поезій, отримала поетичну премію Співдружності та премію Квілера-Кауча. Наступна поетична збірка, «Turner: New and Selected Poems», вийшла друком у 1994 році та перевидана у 2002 році. «Turner» — роман у віршах, реакція автора на події на картині Вільяма Тернера «Slavers Throwing overboard the Dead and Dying—Typhon coming on» (1840).
Перший роман Дебідіна, «The Intended» (1991), історія молодого азійського студента, покинутого в Лондоні своїм батьком, увійшов до шорт-листа британської Премії імені Джона Ллевелліна Різа, а також літературної премії Гаяни. «Disappearance» (1993) розповідає про молодого гаянського інженера, який працює на південному узбережжі Англії та живе у літньої жінки. Дія роману «The Counting House» (1996) розгортається наприкінці XIX століття та розповідає про досвід індійської пари, чиї надії на нове життя у колоніальній Гаяні закінчуються трагедією. Історія показує історичну напруженість між індійськими робітниками, що працюють за наймом, і гаянцями африканського походження. Роман увійшов до короткого списку Дублінської літературної премії 1998 року. Його роман 1999 року «A Harlot's Progress» заснований на серії картин, створених у 1732 році Вільямом Хоґартом (який був предметом докторської дисертації Дебідіна), і розвиває історію. Роман увійшов до короткого списку Меморіальної премії Джеймса Тейта Блека, найстарішої британської літературної премії. Його роман «Our Lady of Demerara», який вийшов друком у 2004 році, також отримав літературну премію Гаяни. Потім з'явилися ще два романи, «Molly and the Muslim Stick» (2009) і «Johnson's Dictionary» (2013).
У 2000 році Дебідін став членом Королівського літературного товариства. Він став третім письменником Вест-Індії (перший В. С. Найпол) і єдиним письменником Гаяни, який отримав таку честь.
У 2001 році Дебідін написав і представив програму на BBC Radio 4 «The Forgotten Colony», яка досліджує історію Гаяни. Його годинний документальний фільм «Painting the People» транслювався на телебаченні BBC у 2004 році.
Книга «Oxford Companion to Black British History», під спільною редакцією Дебідіна, Джона Гілмора і Сесілі Джонс, вийшла у 2007 році.
У 2007 році Дабідін отримав премію «Хінд Ратан» («Перлина Індії») за видатний внесок у літературу та інтелектуальне життя індійської діаспори.

## Призи та нагороди
- 1984: Поетична премія Співдружності — «Slave Song»
- 1978: Премія Quiller-Couch (Кембридж) — «Slave Song»
- 1991: Премія Гаяни з літератури — «The Intended»
- 1998: увійшов до короткого списку Міжнародної Дублінської літературної премії за найкращу художню книгу, опубліковану за останні два роки.
- 1999: Меморіальна премія Джеймса Тейта Блека (за художню літературу), короткий список — «A Harlot's Progress»
- 2004: Літературна премія Раджа Рао (Індія)
- 2007: Нагорода Hind Rattan (Перлина Індії).
- 2008: Премія Ентоні Сабга за досягнення у Карибському регіоні. Найбільша визнана премія в регіоні, яку зазвичай називають «Карибським Нобелем»[16]
- Чотири інші літературні премії Гаяни за його романи «A Harlot's Progress»; «Our Lady of Demerara»; «Molly and the Muslim Stick» та «Johnson's Dictionary».

## Додаткова література
- Kevin Grant (ed.): The Art of David Dabydeen, Peepal Tree Press, 1997.
- Tobias Döring: «Turning the Colonial Gaze: Re-Visions of Terror in Dabydeen's Turner», in Third Text 38, 3–14.
- Emily Allen Williams: Poetic Negotiation of Identity in the works of Brathwaite, Harris, Senior and Dabydeen, Edwin Mellen Press, 2000.
- Kampta Karran and Lynne Macedo (eds.): No Land, No Mother: Essays on David Dabydeen, Peepal Tree Press, 2007.
- Lynne Macedo (ed.): Talking Words. New Essays on the Work of David Dabydeen. University of West Indies Press, 2011.
- Abigail Ward: Caryl Phillips, David Dabydeen and Fred D'Aguiar: Representations of Slavery, Manchester University Press, 2011.